# Sankai
Il sankai (産怪?) nel folclore giapponese è uno yōkai di sangue creato durante un parto che non è santificato. Si tratta di un orribile blob amorfo di sangue che si annida nei villaggi e spaventa la gente con il suo aspetto orribile.
A causa di tutti i tabù che circondano il sangue nella cultura giapponese, una speciale cerimonia deve essere eseguita per rimuovere le impurità. Se questo atto non è stato eseguito il sankai si forma e crea scompiglio e paura nel borgo fino a quando il rito viene completato.

## Oketsu
La storia dell'oketsu (オケツ) viene dalla prefettura di Okayama. Dall'aspetto sembra simile a una tartaruga con peli che crescono sulla schiena. Non appena nasce, inizia a gattonare sul pavimento e tenta di fuggire sotto la casa. Si dice che se non immediatamente catturato e ucciso, strisci sotto la madre addormentata e la uccida.

## Kekkai
Nelle prefetture di Saitama e Kanagawa è noto come kekkai (血塊?) e in quella di Nagano come kekke (ケッケ?).
Le leggende sul suo aspetto sono rare, tuttavia si dice che assomigli al bestiame e che sia peloso. A Urawa era prassi circondare il fondo di una casa con byōbu durante il parto per impedire questa manovra. Si ritiene che il nome possa derivare da kekkai (結 界), ovvero un'area interdetta per motivi religiosi.
Nella regione di Ashigara nella prefettura di Kanagawa, si dice che il sankai si muova immediatamente mentre è ancora insanguinato, il gancio di un irori, cioè di un focolare. Se il kekkai riusciva a fuggire, si riteneva che la donna morisse. Per evitare ciò, si cercava di proteggere l'irori, in genere utilizzando uno shamoji.